# Lacougotte-Cadoul
Lacougotte-Cadoul – miejscowość i gmina we Francji, w regionie Oksytania, w departamencie Tarn.
Według danych na rok 1990 gminę zamieszkiwały 124 osoby, a gęstość zaludnienia wynosiła 14 osób/km² (wśród 3020 gmin regionu Midi-Pireneje Lacougotte-Cadoul plasuje się na 939. miejscu pod względem liczby ludności, natomiast pod względem powierzchni na miejscu 1178.).